# Украденные мечты
«Украденные мечты» (порт. Sonhos Roubados) — бразильский фильм-драма 2009 года Сандры Вернек. Фильм рассказывает о жизни в бразильских трущобах с точки зрения молодых девушек. Фильм основан на книге бразильской журналистки Элен Триндад.

## Сюжет
Три подруги Джессика, Сабрина и Дайан живут в трущобах. Все они из неблагополучных семей. Джессика — семнадцатилетняя мать-одиночка, живёт со своей маленькой дочерью и её дедушкой Орасио, который занимается ремонтом велосипедов. Сабрину в своё время оставила мать, а четырнадцатилетнюю Дайан оставил отец по которому она очень тоскует. Дайан живёт вместе со своей тётей и дядей. Чтобы заработать Джессика и Сабрина иногда знакомятся в барах или на танцах с мужчинами, с которыми занимаются сексом за деньги. Дайан же приходится терпеть сексуальное насилие со стороны своего дяди. Джессика находит себе постоянного клиента в лице заключённого по имени Рикардо, который просит Джессику бросить проституцию. Сабрина встречается с местным гангстером, который бросает её сразу же после её беременности. Несмотря на все трудности и унижения девушки продолжают мечтать о лучшем будущем.

## В ролях
- Нанда Коста — Джессика
- Аманда Диниз — Дайан
- Кика Фария — Сабрина
- Мариета Северо — Долорес
- Даниэль Данташ — дядя Пери
- Нелсон Шавьер — Орасио
- Анжелу Антонио — Жерман
- Лорена Да Силва — тётя Сокорра
- Гильерме Дуарте — Уэсли
- Силвиу Гиндани — Андрессон
- Зезе Барбоза — Жандира

## Приём
В 2009 году фильм получил два приза на Международном кинофестивале в Рио-де-Жанейро: «Лучший фильм» (Сандра Вернек) и «Лучшая актриса» (Нанда Коста). В 2010 году фильм получил награду «Лучшая актриса» на Международном кинофестивале латиноамериканского кино в Биарриц, причём эту награду дали сразу трём главным героиням.
В целом фильм получил доброжелательные отзывы от критиков. Сайт AVoir ALire похвалил игру главных героинь и отметил, что фильм даёт некоторое представление о жизни женщин в Бразилии. В Abus de ciné заметили, что вообще-то подобные истории могут произойти в любой стране мира, где есть бедность и социальное неравенство. А этот фильм Сандры Вернек, несмотря на некоторые его недостатки, вполне можно поставить как альтернативу между бразильскими режиссёрами Фернанду Мейреллиш («Город Бога», «Слепота») и Вальтером Саллесом («Центральный вокзал», «Че Гевара: Дневники мотоциклиста»). Многие рецензенты также отмечали, что несмотря на неприглядные темы, которые поднимаются в фильме, сам фильм снят и смотрится очень легко.